# Glyphaea
Glyphaea är ett släkte av malvaväxter. Glyphaea ingår i familjen malvaväxter.
Kladogram enligt Catalogue of Life:
| Glyphaea | \| \| Glyphaea brevis \| \| \| \| \| \| Glyphaea tomentosa \| \| \| \| |
|          | \| \| Glyphaea brevis \| \| \| \| \| \| Glyphaea tomentosa \| \| \| \| |
|          | Glyphaea brevis                                                        |
|          |                                                                        |
|          | Glyphaea tomentosa                                                     |
|          |                                                                        |